# Подводные лодки типа М
Подводные лодки типа М — британские дизель-электрические подводные лодки класса подводных мониторов, построенные в 1916—1919 годах. Уникальной особенностью этого типа подлодок являлись орудия калибра 305 миллиметров (12 дюймов) весом в 60 тонн, размещенные в специальной башне впереди боевой рубки. Скорость подлодок: 15 узлов в надводном положении и 10 узлов — в подводном. Время погружения: 30 секунд. Тип М состоял из 4 подлодок: М1, М2, М3 и М4.
Подлодки серии М1-М4 были построены вместо К-18 — К-21 (последних подлодок серии К), однако они не имеют с турбинными подлодками серии К ничего общего. Причиной появления подлодок серии М стала неэффективность торпедных аппаратов того времени при дальности действия более 900 метров. Поэтому было принято решение оснастить подлодки артиллерией большого калибра. Проект создания «подводных дредноутов» был представлен 5 августа 1915 года Фишером. Предполагалось, что подлодки типа М будут сближаться с вражескими кораблями в подводном положении, потом всплывать, производить выстрел из заранее заряженного орудия и снова уходить под воду (при этом время нахождения подлодки в надводном положении составляло всего 45 секунд). Орудие подводного монитора являлось моделью Mark IX длиной 40 калибров. Орудие с установкой имело вес в 120 тонн, боезапас — 29 тонн. Зарядка орудия была возможна только в надводном положении и осуществлялась внутри зарядного отсека. В подводном положении ствол орудия запирался специальной герметичной пробкой, управляемой электромотором из зарядного отсека. Угол горизонтального наведения: 15 градусов, угол возвышения — 20 градусов и угол снижения — 5 градусов вниз. Боекомплект — 40 снарядов.
В связи с ограничениями Вашингтонского мирного договора с М2 и М3 были сняты пушки.